# Conte Cawdor
Conte Cawdor è un titolo nobiliare inglese nella Parìa del Regno Unito.

## Storia

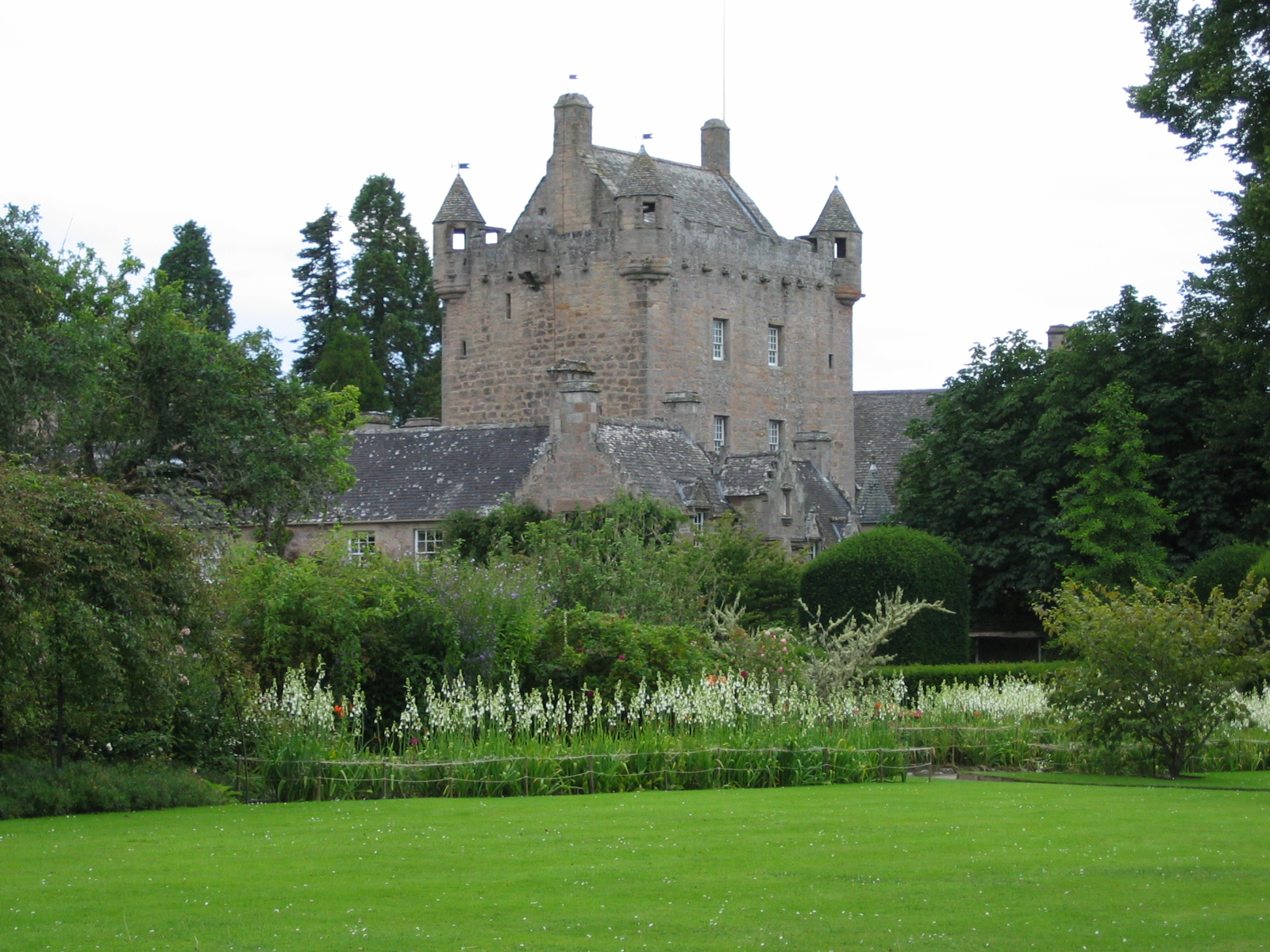
Il Castello di Cawdor

Il titolo venne creato nel 1827 per il John Campbell, II barone Cawdor. Questo ramo del Clan Campbell discendeva da sir John Campbell (m. 1546), figlio terzogenito di Archibald Campbell, II conte di Argyll (il cui figlio primogenito Colin fu antenato dei duchi di Argyll). Un suo discendente, Pryse Campbell, rappresentò la costituente di Nairnshire alla camera dei comuni britannica. Suo figlio John Campbell fu membro del parlamento per Nairnshire e Cardigan. Nel 1796 venne elevato alla Parìa di Gran Bretagna col titolo di Barone Cawdor, di Castlemartin nella contea di Pembroke.
Venne succeduto dal figlio primogenito, il II barone, il quale rappresentò la costituente di Carmarthenshire al parlamento e servì come Lord Luogotenente del Carmarthenshire. Nel 1827 venne crearto Visconte Emlyn, di Emlyn nella contea di Carmarthen, e Conte Cawdor, di Castlemartin nella contea di Pembroke. Questi titoli vennero creati nella Parìa del Regno Unito. Suo figlio, il II conte, fu membro del parlamento per Pembrokeshire e Lord Luogotenente del Carmarthenshire. Venne succeduto dal figlio primogenito, il III conte, che fu un politico conservatore e fu per breve tempo Primo Lord dell'Ammiragliato nel 1905. Lord Cawdor fu inoltre Lord Luogotenente del Pembrokeshire e consigliere della Great Western Railway. Attualmente i titoli sono passati al pronipote di questi, il VII conte, che succedette al padre nel 1993. Questi è inoltre XXV Thane di Cawdor.
La sede di famiglia è il Castello di Cawdor presso Cawdor, nel Nairnshire.

## Baroni Cawdor (1796)
- John Campbell, I barone Cawdor (1753–1821)
- John Frederick Campbell, II barone Cawdor (1790–1860) (creato Conte Cawdor nel 1827)

## Conti Cawdor (1827)
- John Frederick Campbell, I conte Cawdor (1790–1860)
- John Frederick Vaughan Campbell, II conte Cawdor (1817–1898)
- Frederick Archibald Vaughan Campbell, III conte Cawdor (1847–1911)
- Hugh Frederick Vaughan Campbell, IV conte Cawdor (1870–1914)
- John Duncan Vaughan Campbell, V conte Cawdor (1900–1970)
- Hugh John Vaughan Campbell, VI conte Cawdor (1932–1993)
- Colin Robert Vaughan Campbell, VII conte Cawdor (n. 1962)

L'erede apparente è il figlio dell'attuale detentore del titolo, James Chester Campbell, visconte Emlyn (n. 1998).